# Hoher Freschen
Hoher Freschen är en bergstopp i Österrike.   Den ligger i distriktet Feldkirch och förbundslandet Vorarlberg, i den västra delen av landet, 500 km väster om huvudstaden Wien. Toppen på Hoher Freschen är 2 003 meter över havet, eller 308 meter över den omgivande terrängen. Bredden vid basen är 4,1 km. Hoher Freschen ingår i Kanisfluh.
Terrängen runt Hoher Freschen är bergig norrut, men söderut är den kuperad. Runt Hoher Freschen är det ganska glesbefolkat, med 47 invånare per kvadratkilometer.. Närmaste större samhälle är Dornbirn, 12,2 km norr om Hoher Freschen. 
Trakten runt Hoher Freschen består i huvudsak av gräsmarker.